# Belgiens herrlandslag i vattenpolo
Belgiens herrlandslag i vattenpolo representerar Belgien i vattenpolo på herrsidan. Laget tog olympiskt silver 1900, 1908, 1920 och 1924. samt olympiskt brons 1912.

### Fotnoter
1. ↑  Todor Krastev (14 mars 1900). ”Men Water Polo II Olympic Games 1900 Paris (FRA)” (på engelska). Sport Statistics. Arkiverad från originalet den 27 juni 2015. https://web.archive.org/web/20150627070707/http://todor66.com/Water_Polo/Olympic/Men_1900.html. Läst 26 juni 2015.
2. ↑  Todor Krastev (14 mars 1908). ”Men Water Polo Olympic Games 1908 London (GBR) - Winner Great Britain” (på engelska). Sport Statistics. Arkiverad från originalet den 27 juni 2015. https://web.archive.org/web/20150627053558/http://todor66.com/Water_Polo/Olympic/Men_1908.html. Läst 26 juni 2015.
3. ↑  Todor Krastev (14 mars 1920). ”Men Water Polo Olympic Games 1920 Antwerpen (BEL) - Winner Great Britain” (på engelska). Sport Statistics. Arkiverad från originalet den 27 juni 2015. https://web.archive.org/web/20150627055004/http://todor66.com/Water_Polo/Olympic/Men_1920.html. Läst 26 juni 2015.
4. ↑  Todor Krastev (14 mars 1924). ”Men Water Polo Olympic Games 1924 Paris (FRA) - Winner France” (på engelska). Sport Statistics. Arkiverad från originalet den 27 juni 2015. https://web.archive.org/web/20150627051025/http://todor66.com/Water_Polo/Olympic/Men_1924.html. Läst 26 juni 2015.
5. ↑  Todor Krastev (14 mars 1912). ”Men Water Polo Olympic Games 1912 Stockholm (SWE) 10-13.07 - Winner Great Britain” (på engelska). Sport Statistics. Arkiverad från originalet den 27 juni 2015. https://web.archive.org/web/20150627075919/http://todor66.com/Water_Polo/Olympic/Men_1912.html. Läst 26 juni 2015.